# ميلودي بارنز
ميلودي بارنز (بالإنجليزية: Melody Barnes) (و. 1964 – م) هي محامية من الولايات المتحدة الأمريكية ولدت في ريتشموند.
وهي عضوة في الحزب الديمقراطي الأمريكي .

## التعليم
تعلمت في جامعة ولاية كارولينا الشمالية في تشابل هيل، وجامعة ميشيغان.